# 斎藤左衛門尉
斎藤 左衛門尉（さいとう さえもんのじょう）は、戦国時代の武将。毛利氏の家臣。諱は不明。大内氏や毛利氏に仕えた斎藤高利の子と思われる。

## 生涯
大内氏の旧臣で防長経略以降は毛利氏に仕えた斎藤高利の子として生まれたと思われる。
年不詳11月10日、毛利輝元が功を挙げた左衛門尉に対してよく言い聞かせるように市川経好に命じている。
天正6年（1578年）8月19日、粟屋元真、国司元武、桂就宣が連名で市川経好に書状を送り、左衛門尉が少分限ながら遠国の公役を務めていることを輝元に報告したところ、輝元は左衛門尉の働きを神妙であると褒めており、今後も変わらず市川経好の麾下につけるので万事配慮することが肝要であると伝えている。
天正8年（1580年）、毛利輝元の備中出陣に左衛門尉も従軍したが、同年4月14日に宇喜多方の備前国人である伊賀久隆の虎倉城攻撃の途上である備前国児島郡下加茂において伊賀久隆の強襲を受け、毛利軍は先鋒部隊の将であった粟屋元信を始めとして左衛門尉、小寺就武、児玉元房、井上元勝、奈古屋元賀（奈古屋清賀）、三戸元好、宇多田藤右衛門、山県三郎兵衛、足立十郎右衛門ら40人余りが討ち取られる大敗を喫した（加茂崩れ）。
同年4月18日、粟屋元真、児玉元良、粟屋元勝、国司元武が連署状を左衛門尉の嫡男である才寿丸に送っており、4月14日に備前国加茂において左衛門尉が戦死したことを不憫に思った輝元が才寿丸に書状を送ることを伝えると共に、左衛門尉の家督と給地を才寿丸が相続することを認めている。さらに、才寿丸が元服するまでの間は公役を免除し、給地の諸天役についても従前通り免除とするが、段銭、百矢、城誘といった税については負担することとしており、以上のことを市川経好から才寿丸へ伝えるように求めている。
また、粟屋元真、児玉元良、粟屋元勝、国司元武の連署状に記載の通り、輝元も4月18日付けで粟屋元真を通じて才寿丸に書状を送り、長年の忠義者であった左衛門尉の戦死を惜しむ旨を伝え、左衛門尉の後は才寿丸が継ぐことを認めている。さらに同日に輝元は榎本元忠に書状を送り、斎藤才寿丸から踏皮（革製の足袋）を贈られたことを喜び、才寿丸に心得を言い聞かせるように命じている。